# 倉持りん
倉持 りん（くらもち りん、1993年5月24日 - ）は、日本のAV女優。ティーパワーズ所属。

## 略歴・人物
神奈川県出身。2015年に「望月さくら（もちづき さくら）」としてAVデビュー。所属事務所はファイブプロモーション。名前は他に「藤咲希」、
「西山沙織」、「さくら」、「sakura」などで出演。
2016年7月1日、ツイッターで所属事務所をティーパワーズに移し「倉持りん」として活動することを報告。
趣味は旅行・岩盤浴、特技はテニス・カラオケ・ヘアアレンジ。
現在はAVを引退し、ヌードモデル「葵くる美」として活動している。

## 出演作品

### アダルトDVD
2015年
- 素人募集▸面接▸即脱ぎ▸即ハメ 独身アラサーSEX 03 香織（仮名）三一歳 ウェディングプランナー（7月31日、ゴーゴーズ）※「香織」名義
- GET! 素人ナンパ No.175 浜松（8月7日、桃太郎映像出版）他出演:月島杏奈、西条沙羅 ほか
- 新 歌舞伎町 整体治療院 48（8月14日、ゴーゴーズ）他出演:松浦ゆきな、しほのちさ
- ザ・面接 VOL.146 立派なマツタケしゃぶりた〜い! 類は友を呼んでます（8月20日（レンタル）/10月23日（セル）、アテナ映像）※「藤咲希」名義　他出演:美森すずか、江上しほ、三田千夏、時田綾女、丘野さくら、小田エリナ、米沢すみれ
- 子宝祈願温泉 〜房中術の達人による妊活指導〜 私を、孕ませて下さい… 【六】（10月23日、ゴーゴーズ）※「理央」名義　他出演:桃代、和歌子
- この奥さんの感じ方がエグ過ぎてヤバイ… 全国縦断「Maji」100％ナンパ 素人奥さんご馳走様でした。 海ほたるから直行ラブホテルでイキまくる!全身性感帯の暴走 千葉の美人若妻編（10月25日、ビッグモーカル）※「希」名義　他出演:香織、杏奈、えみ、恵玲奈

2016年
- 女子プロレスリング Vol.13（2月19日、FIGHTING MOVIES）共演:唯川千尋
- ミックスプロレス技研究室(ラボ) 7（3月4日、格闘研究所）他出演:唯川千尋
- 2016年3月12日 ファイティングガールズコンタクト 開催記念 スペシャルMIXマッチ（3月11日、バトル）
- B-1 タイトルマッチ 02 小泉まりVS望月さくら（3月11日、バトル）共演:小泉まり
- 若妻ナンパ性感マッサージ即ハメ もっと気持ちよくなりたいと性欲に目覚めた若妻に、AV男優性感マッサージのスーパーテクニックを無料でお試ししませんかと口説いたら、気持ちよすぎて本番まで出来ちゃいました。 19（3月17日、F&A）他4名出演
- 2016年度 ソフト・オン・デマンド入社式+SOD新入女子社員エログッズ研修&ハレンチゲーム歓迎会（4月7日、SODクリエイト）共演:加藤あやの、あかね杏珠、南星愛 ほか
- マジックナンパ! Vol.34 新入社員限定ナンパ リクルートスーツを着たひよっ子新人OLに社会の厳しさ教えます!!（4月9日、MAGIC）他出演:沙原さゆ、遥とわ、聖菜アリサ、日比乃さとみ
- ラグジュTV×PRESTIGE SELECTION 01（4月20日、プレステージ）※Blu-ray作品
- 競泳水着盗撮その後に… 1（4月29日、童貞貴族）
- 裏B-1 タイトルマッチ 01 小泉まりVS望月さくら（4月29日、バトル）共演:小泉まり
- 悪質シロウトナンパ 素股だけって言ったのに!!!いつの間にか生挿入!!生中出し!!（5月10日、ブリット）他出演:麻里梨夏 ほか
- マジックミラーの向こうには愛する亭主!亭主自慢の綺麗な奥さん&見習い君が2人きりでこっそりHなゲームにチャレンジ!ガン反り!ギン勃ち!見習い君の生チ●ポを見た若奥様は亭主の前でうっとり、発情!!お金のためならどこまで出来るの!?SEX出来れば即賞金!!（6月1日、DOC）※「亜紀」名義　他出演:早百合、あかり
- 120％リアルガチ軟派伝説 vol.37 in千葉（6月10日、プレステージ）※「のぞみ」名義　他出演:あずさ、りか、りさ、ゆうこ、あいか
- タレントより私を気にして欲しいハイスペマネージャー（6月24日、バルタン）
- 膝上25cmのタイトミニ、気持ちよすぎる腿コキ 7（7月13日、アロマ企画）他出演:辻井ゆう、南希海、七瀬ひとみ、白桃心奈、成宮いろは、星空もあ
- なめらかスローイラマチオ 〜ゆっくり、ゆっくり、喉奥までの動きに連動する苦悶の表情〜（7月15日、SEX Agent）他出演:あべみかこ、早川瑞希、八ツ橋さい子、千鳥ミリヤ、星南まゆ、相澤ゆりな、埴生みこ
- れろれろぺろぺろ…じゅるっとぅぽーん!咥えないでイカせるのが私流 2 〜まとわりつく長いベロと絡みつく唾液のねっとり感、その恍惚〜（7月15日、SEX Agent）他出演:あべみかこ、早川瑞希、八ツ」橋さい子、千鳥ミリヤ、星南まゆ、相澤ゆりな、埴生みこ
- ゆっくり過ぎる手コキ 〜超低速でさわさわ、女の白く美しい手指が陰茎を這う〜（7月15日、SEX Agent）他出演:あべみかこ、早川瑞希、八ツ」橋さい子、千鳥ミリヤ、星南まゆ、相澤ゆりな、埴生みこ
- ヘルメットディルドぶっさしオナニー 〜腰ガックガク!変態過ぎる自分の行為に頭ん中まっ白!〜（7月15日、SEX Agent）他出演:あべみかこ、さくらみゆき、美咲かんな、有賀ゆあ、鈴屋いちご、夏原あかり、星南まゆ、神山なな、埴生みこ、横山夏希、八ツ橋さい子、あず希、向井藍、早川瑞希、春日部このは
- 素人女性限定アクメ集!! おま●こパックリ自撮りオナニー完全版 4時間15名収録!!（8月12日、S級素人）他出演:美咲かんな、相澤ゆりな、土屋あさみ、長沢真美、唯川千尋、瀬田奏恵、松下美織、西内るな、みづなれい、二階堂ゆり、かなで自由、斉藤みゆ、芹那ゆい、八ツ橋さい子
- 肉便器これくしょん(肉これ) 僕の肉便器十四号機 ひたすらねとられ さくらさん(仮名)（8月12日、&RiBbON）
- 色気ムンムン フェロモン美女 大胆パンチラコレクション 5（8月13日、アロマ企画）他出演:AIKA、香山美桜、七瀬ひとみ、新山沙弥
- マン土手角オナニー 番外編（8月13日、アロマ企画）他出演:宇野ゆかり、聖菜アリサ、七瀬ひとみ、春日部このは、涼宮琴音、なつめ愛莉
- ガニ股調教 2（8月18日、グローリークエスト）
- おさわり禁止の手コキデリヘル嬢にデカチンを見せつける!デカチンに夢中になったところでそのまま生ハメ!手コキ嬢にまさかの生中出しするまでを完全盗撮! 4（8月18日、Mr.michiru）他出演:羽月希、綾瀬みおり、西条沙羅
- ヤリマン2名に囲まれた地味女子は合コンでヤリマン化するのか?（8月19日、ヤリマン伝説）共演:月本愛 ほか
- 机の下のぶどう狩りフェラ（8月25日、アロマ企画）他出演:七海りこ、七原ヒカリ
- 光沢サテンパンツのエロ尻とノーブラおっぱい（8月25日、アロマ企画）他出演:春原未来、なつめ愛莉、春日部このは、伊藤果夏、七菜原ココ
- 見つめ合って感じ合う情熱セックス（9月1日、アイデアポケット）他出演:榊梨々亜
- 神波多一花さんが呼んできたお友達と乱交（9月1日、ZUKKON/BAKKON）他出演:神波多一花、美咲ゆう、日高結愛、相澤ゆりな、月本愛、佐野あおい、三宅美香
- 過激すぎるド素人娘 4時間スペシャル 35（9月9日、S級素人）他出演:新井梓、荒川由紀、樹カンナ、玉木くるみ
- 焦らされて暴発!! スローオイル手コキ（9月13日、アロマ企画）他出演:仁美まどか、松本メイ、北川エリカ、涼宮琴音
- 大人っぽいお姉さんの可愛いギャップパンチラ（9月13日、アロマ企画）他出演:八ッ橋さい子、松本メイ、夏希のあ、七原ヒカリ、夢咲りお
- ベロちゅう 清楚でムッツリ!?な新人OL倉持りんがキモ上司達とベロキスまみれなオフィスライフを堪能する!（9月15日、グローリークエスト）
- 女達を拘束して固定バイブでガックガクになるまで調教&放置し、刺激でおかしくなり過ぎて敏感になった愛液ダダ漏れビックビクの痙攣マ○コ奴隷たち（9月19日、ROOKIE）共演:あず希、咲月奈緒、河音くるみ、綾波まこ、一ノ瀬愛子、今井ゆあ、松中りな
- パン透けデカ尻タイトスカートの肉感BODY人妻限定 もうタマらん!!桃尻観察で奥様発情&勃起カッチコチ!!我慢限界でチ○ポをズボ挿入で問答無用の中出し決行!! 2（9月23日、S級素人）他3名出演
- 現役女子大生ナマ中出しライフ 7（10月14日、S級素人）他出演:波木はるか、秋月ひな、深沢きい
- 朝目覚めたら姉さん(妹)が僕の朝ダチ○ポをつかってお口でコンドームの装着練習をしていた!ちょそんなんされたら我慢できないよぉ!寝起きの頭は脳内射精寸前!目覚めたカラダは辛抱たまらず近親マ○コにおはズボ挿入!!（10月28日、SCOOP）他出演:春川せせら、星野はるあ、坂井亜美、相澤ゆりな

## テレビ出演
- 魚拓と成瀬のツキとスッポンぽん #104,#105（2016年8月28日,9月4日、パチ・スロ サイトセブンTV）